# Chemong Lake
Der Chemong Lake, auch als Lake Chemong bezeichnet, ist ein See in der kanadischen Provinz Ontario.

## Lage
Der Chemong Lake liegt 8 km nordwestlich von Peterborough in der Nähe der Stadt Bridgenorth. Gemeinden am und in der Nähe des Sees sind Bridgenorth und Selwyn im Osten und Ennismore Township im Westen. Der James-A.-Giffort-Damm überquert den See und verbindet Bridgenorth und Ennismore per Straße.
Der See ist 14 km lang und 1 km breit. Der Lake Chemong bildet zusammen mit dem Buckhorn Lake und dem Pigeon Lake ein Dreiseensystem, das zu den Kawartha Lakes gehört.
Der Chemong Lake ist über die 200 m breiten Harrington Narrows mit dem benachbarten Buckhorn Lake verbunden.
Der Trent-Severn-Wasserweg, ein Kanal, der die Georgsbucht mit dem Ontariosee verbindet, führt durch den Buckhorn Lake. Der Lake Chemong bietet sich so bei einer Fahrt auf diesem Wasserweg als Abstecher an.
Auf dem See liegen einige kleine Inseln, darunter auch Big Island, was übersetzt „Große Insel“ bedeutet.
Am Ufer des Sees befinden sich viele Cottages und Campingplätze. Auf dem See werden viele Fischerturniere ausgetragen, die gewöhnlichsten Fische sind Schwarzbarsch, Forellenbarsch und Muskellunge.
Obwohl der See im Allgemeinen Chemong heißt, ist die offizielle Orthographie Chemung aufgrund einer Bitte einer Indianergemeinde. „Chemong“ bedeutet übersetzt „Schlamm“, was auf die ehemaligen Sumpfgebiete in der Umgebung des Sees zurückzuführen ist. Diese wurden während des Aufstaus der Gewässer im Rahmen des Trent-Severn-Wasserweg überflutet.